# 喙核桃属
喙核桃属（学名：Annamocarya）是胡桃科下的一个属，为落叶乔木植物。该属仅有喙核桃（Annamocarya sinensis）一种，分布于越南和中国云南、广西、贵州。